# سومالی در المپیک تابستانی ۲۰۰۴
سومالی از ۱۳ تا ۲۹ اوت ۲۰۰۴ در بازی‌های المپیک تابستانی ۲۰۰۴ که در آتن، یونان برگزار شد، حضور داشت. کمیته المپیک سومالی از زمان آغاز جنگ داخلی سومالی در اوایل دههٔ ۱۹۹۰ تحت حمایت جناح‌های مختلف به مرکزیت موگادیشو، پایتخت سومالی بوده‌است.
دو ورزشکار سومالیایی حاضر در این بازی‌ها، فرتون ابوکار عمر و عبدالله محمد حسین بودند. عمر در مرحلهٔ رده‌بندی مقدماتی خود در دو سرعت ۱۰۰ متر زنان جایگاه آخر را کسب کرد و حسین نیز در دو ۴۰۰ متر مردان با کندترین زمان در میان تمامی دوندگان در مرحلهٔ رده‌بندی، این مرحله را به پایان رساند. بسیاری از اهالی سومالی روند رقابت دوندهٔ آمریکایی عبدالحکیم عبدالرحمان را نیز دنبال می‌کرند. او زادهٔ سومالی بود، اما در سن ۱۳ سالگی این کشور را ترک کرده‌بود. عبدالرحمان در مسابقهٔ دو ۱۰٬۰۰۰ متر جایگاه دوازدهم را کسب کرد.
هنگامی که کمیته بین‌المللی المپیک حضور فراه دبلیو. ادو، رئیس کمیته المپیک سومالی را در بازی‌های المپیک ممنوع کرد، حضور سومالی در این بازی‌ها نیز با جنجال همراه شد. ادو پیش از این به‌دلیل اختلاس میلیون‌ها دلار با هدف تزریق پول به برنامهٔ فوتبال سومالی از فیفا اخراج شده‌بود. پس از طرح شکایت از سوی فیفا، کمیته بین‌المللی المپیک رأی به محرومیت ادو از حضور در بازی‌های المپیک داد.

## دو و میدانی
ورزشکاران سومالیایی تاکنون موفق به احراز استانداردهای صلاحیت‌سنجی در رویدادهای دو و میدانی زیر شده‌اند (تا حداکثر ۳ ورزشکار در هر رویداد در استاندارد «A» و ۱ ورزشکار در استاندارد «B").
مردان
| ورزشکار           | رویداد  | مقدماتی | مقدماتی | نیمه‌نهایی          | نیمه‌نهایی          | فینال              | فینال              |
| ورزشکار           | رویداد  | نتیجه   | رتبه    | نتیجه              | رتبه               | نتیجه              | رتبه               |
| ----------------- | ------- | ------- | ------- | ------------------ | ------------------ | ------------------ | ------------------ |
| عبدالله محمد حسین | ۴۰۰ متر | ۵۱٫۵۲   | ۸       | به این مرحله نرسید | به این مرحله نرسید | به این مرحله نرسید | به این مرحله نرسید |

زنان
| ورزشکار          | رویداد  | مقدماتی | مقدماتی | یک‌چهارم نهایی      | یک‌چهارم نهایی      | نیمه‌نهایی          | نیمه‌نهایی          | فینال              | فینال              |
| ورزشکار          | رویداد  | نتیجه   | رتبه    | نتیجه              | رتبه               | نتیجه              | رتبه               | نتیجه              | رتبه               |
| ---------------- | ------- | ------- | ------- | ------------------ | ------------------ | ------------------ | ------------------ | ------------------ | ------------------ |
| فرتون ابوکار عمر | ۱۰۰ متر | ۱۴٫۲۹   | ۸       | به این مرحله نرسید | به این مرحله نرسید | به این مرحله نرسید | به این مرحله نرسید | به این مرحله نرسید | به این مرحله نرسید |

کلید
- یادداشت–رتبه‌های ارائه‌شده برای رویدادهای میدانی تنها شامل مرحلهٔ مقدماتی ورزشکار می‌شوند
- Q = احراز صلاحیت برای دور بعدی
- q = احراز صلاحیت برای دور بعدی به‌عنوان سریع‌ترین بازنده یا, در رویدادهای میدانی، بر پایه جایگاه بدون دستیابی به هدف احراز صلاحیت
- ر. م. = رکورد ملی
- ن/م = رویداد فاقد این دور مسابقه است
- Bye = ورزشکار ملزم به شرکت در این دور نبوده‌است